# Łoza
Łoza (Duits: Losendorf) is een plaats in het Poolse district  Sztumski, woiwodschap Pommeren. De plaats maakt deel uit van de gemeente Stary Targ en telt 90 inwoners.